# Пока живём
«Пока живём» (арм. Քանի դեռ ապրում ենք) — советский цветной художественный широкоэкранный фильм, поставленный на киностудии «Арменфильм» режиссёрами Рубеном Геворкянцем и Георгием Кеворковым в 1986 году.
Премьера состоялась 20 ноября 1987 года.

## Сюжет
Популярный режиссёр Манвел Симонян соглашается на постановку фильма, который должен был снимать его друг Ваграм, но заболевший друг не может этого сделать. В ходе постановки фильма Манвел попадает в детскую исправительную колонию и знакомится с подростком Овиком, отбывающим срок за защиту своей матери. Манвел решает добиться освобождения Овика и переосмыслить свою жизнь. В результате он меняется как личность, отказывается от постановки и решает подождать Ваграма для съёмок фильма.

## В ролях
- Хорен Абрамян — Манвел
- Араик Арутюнян — Овик
- Карен Джанибекян — начальник колонии
- В. Назарян
- Левон Тухикян
- Ваган Арцрунян
- Алиса Капланджян
- С. Борян
- Жанна Аветисян
- Джульетта Бабаян
- Рудольф Гевондян
- Григорий Мелик-Авакян

## Русский дубляж
Фильм дублирован на киностудии «Мосфильм», режиссёр дубляжа Владимир Чеботарёв, звукооператор А. Бычкова.
Роли дублируют:
- Валерий Прохоров
- Александр Рыжков
- Ирина Губанова
- Владимир Ферапонтов
- Лариса Данилина
- Даниил Нетребин
- Эдуард Изотов
- Алексей Панькин
- Юрий Леонидов
- Инна Выходцева
- Татьяна Архангельская
- Владимир Кузнецов